# Caponia capensis
Caponia capensis  (лат.) — вид мелких пауков рода Caponia из семейства Caponiidae. Южная Африка: ЮАР и Мозамбик.

## Описание
Длина самцов до 8 мм. Головогрудь по длине равна длине бедра, голени и лапки первой пары ног (или превосходит их). Основная окраска оранжевая. На головогруди развиты все 8 глаз. Имеют только две пары трахей. Ночные охотники, в дневное время прячутся в паутинных убежищах.
Вид Caponia capensis был впервые описан в 1904 году южноафриканским арахнологом Уильямом Фредериком Пурселлом (William Frederick Purcell, 1866—1919, South African Museum, Кейптаун), основателем аранеологии в ЮАР. Видовое название по одному из мест обнаружения (Капский полуостров). Таксон Caponia capensis включён в состав рода Caponia Simon, 1887 (вместе с Caponia abyssinica, Caponia braunsi, Caponia chelifera, Caponia simoni, Caponia hastifera, Caponia karrooica и другими).